# Grzegorz Lato
Grzegorz Bolesław Lato (nascut el 8 d'abril de 1950 a Malbork, Polònia) és un exjugador de futbol polonès.

## Trajectòria esportiva

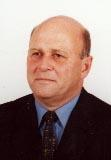
Retrat de Lato com a senador.

Jugava a la posició de davanter. Fou 104 cops internacional amb la seva selecció entre els anys 1971 i 1984 (primer del rànquing del seu país) amb la qual marcà 45 gols (segon darrere Włodzimierz Lubański). Va disputar tres fases finals de Copes del Món, 1974, on fou el màxim golejador amb 7 gols, 1978 i 1982. També guanyà la medalla d'or als Jocs Olímpics de Múnic de 1972 i la de plata a Montreal 1976.
Pel que fa a clubs, passà quasi tota la seva vida a l'Stal Mielec polonès. Refusà una oferta de Pelé per jugar al New York Cosmos, i el 1980 fitxà pel K.S.C. Lokeren belga. Després jugà amb l'CF Atlante mexicà i acabà al club amateur canadenc del Polonia Hamilton.
Entre el 2001 i el 2005 fou membre de l'Aliança Democràtica de l'Esquerra i senador a Polònia.

## Palmarès
- Lliga polonesa de futbol: 1973, 1976 (Stal Mielec)
- Copa de Campions de la CONCACAF: 1983 (CF Atlante)
- Medalla d'or als Jocs Olímpics: 1972
- Medalla d'argent als Jocs Olímpics: 1976
- 3a posició a la Copa del Món: 1974, 1982

### Distincions individuals
- Màxim golejador de la lliga polonesa: 1973, 1975
- Jugador de l'any de Piłka Nożna: 1977
- Jugador de l'any de Sport: 1974, 1977
- Bota d'or de la Copa del Món: 1974